# British Rail Class 483
British Rail Class 483 – typ elektrycznych zespołów trakcyjnych wyprodukowanych w latach 1939-1940  przez zakłady Metro Cammel dla metra londyńskiego, gdzie były wykorzystywane do 1988 roku jako London Underground 1938 Stock. Następnie większość składów została zezłomowana. Dziewięć z nich przeszło remont generalny, a następnie w latach 1989-1992 - już pod kolejowym oznaczeniem British Rail Class 483 - zostały skierowane do obsługi głównej linii kolejowej na wyspie Wight. Obecnie operatorem tego połączenia jest firma South West Trains, która działa na niej pod marką Island Line Trains.
W 2007 firma leasingowa HSBC Rail sprzedała South West Trains wszystkie pociągi tej klasy za symbolicznego funta. Tym samym stały się one rzadkim na brytyjskiej kolei przykładem pociągów, których operator jest jednocześnie ich właścicielem.